# Mandanamiśra
Mandanamiśra – indyjski hinduistyczny filozof żyjący najprawdopodobniej w VIII - IX w. n.e. Autor traktatów wedanty i mimansy. Tworzył w sanskrycie.
Z początku Mandanamiśra był przedstawicielem mimansy, jednak podaje się, że po spotkaniu i długiej dyspucie z Adi Śankarą zwyciężony Mandanamiśra, zmienił swe poglądy i przeszedł na wedantę. Oficjalne informacje wskazują go, jako Sureśwarę, pierwszego śankaraćarję mathy w Śringeri.

## Dzieła
- Mimansanukramanika
- Bhawanawiweka
- Sphotasiddhi
- Wibhramawiweka
- Brahmasiddhi
- Vidhiviveka
- Sankszepaśar raka
- Mamsanukraman